# Olivella (Serradell)
Olivella és un paratge format per camps de conreu del terme municipal de Conca de Dalt, a l'antic terme de Toralla i Serradell, al Pallars Jussà, en territori que havia estat del poble de Serradell.
Està situat al sud-est de Serradell, a l'esquerra de la llau de la Font. Es troba al sud de lo Rengueret i a llevant de la partida de Salers, al nord-oest del Rodal d'Espaser.